# Eichkogel (Niederösterreich)
Eichkogel är ett berg i Österrike.   Det ligger i distriktet Mödling och förbundslandet Niederösterreich, i den östra delen av landet, 17 km söder om huvudstaden Wien. Toppen på Eichkogel är 367 meter över havet, eller 58 meter över den omgivande terrängen. Bredden vid basen är 0,70 km.
Terrängen runt Eichkogel är platt österut, men västerut är den kuperad. Runt Eichkogel är det tätbefolkat, med 383 invånare per kvadratkilometer.. Närmaste större samhälle är Wien, 17,2 km norr om Eichkogel. 
Runt Eichkogel är det i huvudsak tätbebyggt.